# 25年目のハッピー・クリスマス
『25年目のハッピー・クリスマス』（にじゅうごねんめのハッピー・クリスマス、原題：Finding John Christmas）は、アメリカ製作のテレビ映画で、アメリカ合衆国ではCBSで2003年に放送。
ピーター・フォーク扮するマックスという紳士（＝正体は天使）が、人々の悩みや夢、希望、葛藤などを助け解決に導くファンタスティック・ヒューマンドラマ。2002年の『最高の贈り物』の姉妹編にあたる。日本では2005年12月17日、WOWOWにて放映された。
尚、スターチャンネルでの放送タイトルは『ジョン・クリスマスを探して』だった。

## キャスト
- ピーター・フォーク（マックス）